# Austroencyrtus
Austroencyrtus is een geslacht van vliesvleugeligen uit de familie Encyrtidae. De wetenschappelijke naam van dit geslacht is voor het eerst geldig gepubliceerd in 1923 door Girault.

## Soorten
Het geslacht Austroencyrtus omvat de volgende soorten:
- Austroencyrtus annulicornis Girault, 1923
- Austroencyrtus ceresii (Liao & Tachikawa, 1984)
- Austroencyrtus guamensis (Fullaway, 1946)
- Austroencyrtus voltai (Girault, 1941)